# 21621 Шерман
21621 Шерман (21621 Sherman) — астероїд головного поясу, відкритий 20 травня 1999 року.
Тіссеранів параметр щодо Юпітера — 3,468.